# Dzień Arafat
Dzień Arafat (arabski: يوم عرفة -Yawm ‘Arafah) – święto muzułmańskie, które wypada 9. dnia Zu al-Hidżdża. Jest to drugi dzień Pielgrzymki Hadżdż i dzień poprzedzający największe muzułmańskie święto Id al-Adha. Według tradycji muzułmańskiej jest to najlepszy dzień w roku (podczas gdy najlepsza noc to tzw. Noc Przeznaczenia w miesiącu Ramadan).

## Zwyczaje związane z Dniem Arafat dla muzułmanów, którzy odbywają Hadżdż
9. Zu al-Hidżdża, drugiego dnia Hadżdż, od samego rana pielgrzymi wyruszają w kierunku Arafat – wzniesienia o wysokości ok. 70 m otoczonego pustynną równiną, które znajduje się ok. 20 kilometrów od Mekki. Od południa do zachodu słońca trwa tzw. wuquf, czyli „stanie przed Bogiem”. Pielgrzymi oddają się modlitwie, suplikacjom i prośbom do Allaha o wybaczenie grzechów. Słuchają też kazań uczonych muzułmańskich.

## Zwyczaje związane z Dniem Arafat dla muzułmanów, którzy nie odbywają Hadżdż
9. Zu al-Hidżdża, drugi dzień Hadżdż, dla nie-pielgrzymujących muzułmanów to tradycyjnie dzień postu. Według tradycji muzułmańskiej (wg hadisu przekazanego w Sahih Muslim) post od wschodu do zachodu słońca w ten dzień ma gwarantować odpuszczenie grzechów za poprzedni i następny roku. Post nie jest zalecany dla muzułmanów, którzy odbywają pielgrzymkę.